# まちがいさがし (バンド)
まちがいさがしは、日本の4人組ロックバンド。「自己内省音楽」「社会人四人組インターネットロックバンド」を自称する。

## 概要
社会人4人で構成されたロックバンド。メンバーが東北大学在籍時の2011年に結成したが、挫折のため半年ほどで活動を休止。約4年半の休止期間を経て、2016年10月より活動を再開。
活動再開後は、自主制作のミュージックビデオの投稿を中心として楽曲を発表する活動スタイルをとる。ライブ活動もほとんど行っておらず、2018年2月の「ワン!チャン!!〜ビクターロック祭り2018への挑戦〜」のライブ審査が再結成以来初のライブであった。2019年2月9日に吉祥寺シルバーエレファント（東京都）で開催したライブ『旅には出ないと誓ったくせに』は、初のワンマンライブながらチケットを完売させた。これらのように、あまり表に出ないスタイルで活動していることから、「謎に包まれているミステリアスなバンド」などと称される。
発表している楽曲は「自己内省」をテーマとしており、誰もが経験のある日常の中の感情を切り取った内容で、あまりポジティブな歌詞は用いられない。内向きな歌詞の内容をロックサウンドに乗せて歌い上げる。2017年まではバラードのような楽曲が多かったが、2018年発表の『ラヴソングに騙されて』からはややキャッチーな曲調も発表するようになっている。
2020年8月12日、1stフルアルバム「八畳間放蕩紀行」を全国リリースが決定。また、サブスク解禁も決定した。

## 略歴
- 2011年7月 - 活動を開始し、閃光ライオット2011東日本大会に進出[10][11]。
- 2012年3月 - 活動休止[10]。
- 2016年10月 - 『夏に遠回りする』のMVをYouTubeにて公開し、活動再開[10]。
- 2017年2月 - 『夏に遠回りする』にてMASH A&R 2017年2月度のマンスリーセレクトアーティストに選出される[12]。
- 2018年4月 - 『ラヴソングに騙されて』にてMASH A&R 2018年4月度のマンスリーセレクトアーティストに選出される[5]。
- 2019年2月9日 - 初のワンマンライブ『旅には出ないと誓ったくせに』を吉祥寺シルバーエレファント（東京都）にて開催[8]。
- 2019年6月10日 - 『ラヴソングに騙されて』のMVがYouTubeにて100万再生に到達[13]。
- 2020年10月7日 - 1stフルアルバム「八畳間放蕩紀行」を初の全国流通でリリース。

## メンバー
バンドの活動の性質上、1stフルアルバム発売まではメンバーの素性はほとんど明かされていない状況だった。全員が宮城県出身の社会人であり、結成時は全員東北大学の2年生だった。
佐々木（ボーカル・ギター） 
和野と今野とは中学生時代からの付き合い。
中学2年生の頃に購入したBUMP OF CHICKENの『プラネタリウム』に衝撃を受けて以降、同バンドのファンになった。彼らが中学生のころからバンド活動を始めたことを知ると、自身もバンド活動を始める。それまでは音楽に興味を持ったことはなかったという。
時代性のある作品やポップカルチャーに憧れを持つ。
自身について暗いと称する。閃光ライオット2011出演時には「僕の音楽で沢山の知らない人を味方にして、いじめたヤツを見返したい!!」と意気込みを語っていた。
「まちがいさがし(二号)」という名前で個人のTwitterを開設している。
松崎（ギター） 
1stフルアルバムリリース前までMくんと表記されていた。
他メンバーとは高校生時代からの付き合い。
高校時代はメタル一辺倒で、Metallicaなどを好んだ。
昔からゲーム好きのインドア派。
和野（ベース） 
1stフルアルバムリリース前までWくんと表記されていた。
今野とは小学生時代からの付き合い。
中学時代、今野から様々な音楽を聞かせてもらっていたことで、結果的にASIAN KUNG-FU GENERATIONに影響を受けている。
基本的には出不精だが、思い立ったら結構極端に動くという。
「kei_bass」という名前で個人のTwitterを開設している。
今野（ドラムス・コーラス） 
1stフルアルバムリリース前までKくんと表記されていた。
和野とは小学生時代からの付き合い。
ASIAN KUNG-FU GENERATIONの伊地知潔に影響を受けている。
佐々木からは人をよく褒める性格だと言われている。
音楽以外ではお笑いをよく見る。
「たうち」という名前で個人のTwitterを開設してる。

## ディスコグラフィ

### 自主制作
|     | 発売日   | タイトル        | 規格   | 収録曲                      | 備考                 |
| --- | -------- | --------------- | ------ | --------------------------- | -------------------- |
| 1st | 2011年頃 | 雨待ち/東京     | 12cmCD | 全2曲 1. 雨待ち 2. 東京     | demo音源により廃盤。 |
| 2nd | 2011年頃 | 月曜日/好き嫌い | 12cmCD | 全2曲 1. 月曜日 2. 好き嫌い | demo音源により廃盤。 |

### フルアルバム
|     | 発売日        | タイトル       | 規格   | 収録曲 | 規格品番 | オリコン 最高位 | 備考                                                                                          |
| --- | ------------- | -------------- | ------ | --- | --- | --------------- | --------------------------------------------------------------------------------------------- |
| 1st | 2020年10月7日 | 八畳間放蕩紀行 | 12cmCD | 全11曲 1. 月暮らしが治るまで 2. ラヴソングに騙されて 3. 八畳間放蕩紀行 4. 悪者はいてくれない 5. 夏に遠回りする 6. 風邪ひく幽霊 7. 生活はその日のために 8. 夜更かしはエンドロールのよう 9. 旅には出ないと誓ったくせに 10. 東京 11. 少しずつどうでもよくなる | VBCD-0113 （以下、タワレコオンライン限定、Tシャツセット） VBCD-0113SWHS（Sサイズ） VBCD-0113SWHM（Mサイズ） VBCD-0113SWHL（Lサイズ） VBCD-0113SWHXL（XLサイズ） | 77位            | 初の全国流通。 10曲目「東京」は、以前自主制作でリリースしたものではなく新録バージョンである。 |

### YouTubeやEggなどでの配信
MVは基本的には構想から編集まで佐々木が行っている、いわゆる自主制作である。ただし、2020年アップロードの「東京」に限り、カメラマンを雇っている。
| 発表日         | タイトル                         | 備考 |
| -------------- | -------------------------------- | --- |
| 2011年07月15日 | 「雨待ち」                       | MVなし |
| 2011年08月10日 | 「東京」                         | MVなし |
| 2016年10月14日 | 「夏に遠回りする」               | |
| 2016年11月13日 | 「つかまえて月曜日」             | |
| 2017年01月09日 | 「神さま知らないふり」           | |
| 2017年06月02日 | 「好き嫌い」                     | MVなし TwitSoundで発表後、Eggsにも公開 |
| 2017年08月16日 | 「夜更かしはエンドロールのよう」 | |
| 2017年10月09日 | 「うつらないドラマ」             | |
| 2017年12月20日 | 「少しずつどうでもよくなる」     | 『モナレコ・コンピ 〜秘密のファンキータウン〜』収録 （2018年7月18日発売）                                                                      |
| 2018年02月23日 | 「ラヴソングに騙されて」         | 『mona SUITE SPOT 〜to the next stage〜』収録 （2018年5月16日配信） 『ツタロックDIG Vol.9』収録 ※レンタル限定盤 （2019年10月23日レンタル開始） |
| 2018年06月03日 | 「生活はその日のために」         | |
| 2018年12月30日 | 「だれかのロックンロール」       | |
| 2019年09月21日 | 「月暮らしが治るまで」           | |
| 2019年12月30日 | 「悪者はいてくれない」           | |
| 2020年10月07日 | 「東京」                         | 新録 1stアルバム『八畳間放蕩紀行』収録 |
| 2022年08月21日 | 「風邪ひく幽霊」                 | |